# アイトーリア

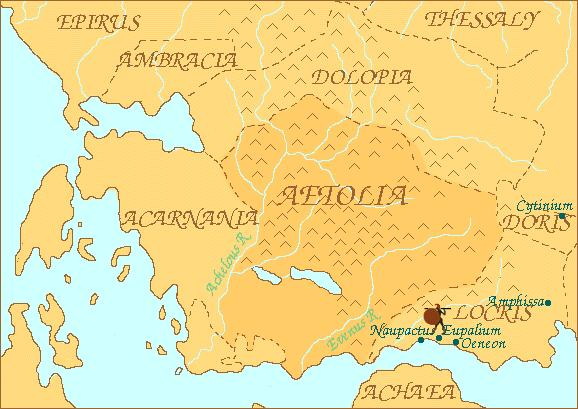
アイトーリア

アイトーリア（古代ギリシア語: Αἰτωλία / Aitōlía）は、古代ギリシアの地方の一つ。コリンティアコス湾北岸の山岳地方を指し、現代のエトリア＝アカルナニア県の東部にあたる。

## 名称
長音を省いてアイトリアとも表記される。ラテン語ではアエトリア（Aetolia）、現代ギリシャ語ではエトリア（Αιτωλία / Aitolía）と呼ばれる。

## 地理
アケロオス川を挟んで西にアカルナニアがあり、北にはエペイロスとテッサリア、東には西ロクリス、南にはコリンティアコス湾がある。
古代のアイトーリアは2つの地域に分けられた。アケロオス川からエウエノス川（Evenus）のカリュドンまでの西部をOld Aetolia、カリュドンから西ロクリスまでの東部をNew Aetolia（つまり後から獲得したアイトーリア）と呼ぶ。国土は沿岸部は平地で肥沃だが、山岳部は農業に適さず、野獣が多く、ギリシア神話ではカリュドーンの猪狩りの舞台として有名である。

## 歴史
最初はクレテス人（Curetes）やレレゲス人（Leleges）として知られる人々が居住していたが、名祖となったアイトーロスに率いられたギリシャ人がエーリスから植民した。ハリカルナッソスのディオニュシオスは、アイトーリア人の古名をクレテス人、ロクリス人の古名をレグレス人としている。アイトーリア人はトアース王の指揮の下トロイア戦争に参加した。
アイトーリア人は早い時代にアイトーリア同盟を結成し、それはすぐに強力な軍事同盟になった。元々はピリッポス2世の統治期に、アイトーリア諸都市が相互の利益と防衛のために作ったものだったが、マケドニア王国ならびにアカイア同盟に匹敵するものに変わった。アイトーリア同盟は当時作られた政治的組織の中でも目覚ましいものの一つであった。
アカイア同盟と異なり、同盟都市間で覇権をめぐっての不和があったが、アイトーリアに民主主義を認め、年2回、競技大会と同時に会議が催され、多くの市民が参加した。アイトーリア同盟は共和政ローマに対抗してアンティオコス3世の側につき、紀元前189年、アンティオコス3世がローマに敗れると、ローマの支配下に置かれた。紀元前146年のルキウス・ムンミウスのアカイア征服の後、アイトーリアはローマのアカイア属州の一部となった。
中世には、アイトーリアは東ローマ帝国の一部となり、それから支配権はオスマン帝国に引き継がれた。しかし植民地化の失敗後、トルコは奴隷と資源を奪って、アイトーリアを去った。

## 代表的なアイトーリア人
- アイトーロスのアレクサンドロス（Alexander Aetolus） - 紀元前280年頃全盛の詩人、文法学者。
- デモクリトス - アイトーリア戦争（Aetolian War）の将軍。
- ドリマコス - アイトーリアの将軍[2]
- アイトーリアのニコラオス（Nicolaus of Aetolia） - ヘレニズム期の将軍。
- アイトーリアのテオドトス（Theodotus of Aetolia） - ヘレニズム期の将軍。
- アイトーリアのコスマス（Κοσμάς ο Αιτωλός
, 1714年 - 1779年） - 正教会の聖職者。

### 神話・伝説の人物
- アイトーロス
- アンドライモーン
- トアース
- Titormus - 伝説上の羊飼い。